# 小行星5353
小行星5353（英語：(5353) 1989 YT）是一颗围绕太阳公转的小行星。1989年12月20日，大島良明在日本静冈县发现了此天体。
这颗小行星的绝对星等为等。